# 贝尔泽勒沙泰勒
贝尔泽勒沙泰勒（法語：Berzé-le-Châtel，法語發音：[bɛʁze lə ʃatɛl]）是法国索恩-卢瓦尔省的一个市镇，属于马孔区。

## 地理
贝尔泽勒沙泰勒（46°23'4"N, 4°41'21"E）面积5.53 平方千米，位于法国勃艮第-弗朗什-孔泰大區索恩-卢瓦尔省，该省份为法国中部省份，北起顺时针与科多尔省、汝拉省、安省、罗讷省、卢瓦尔省、阿列省和涅夫勒省接壤。
与贝尔泽勒沙泰勒接壤的市镇（或旧市镇、城区）包括：克呂尼、贝尔泽城、索洛尼、韦尔泽。

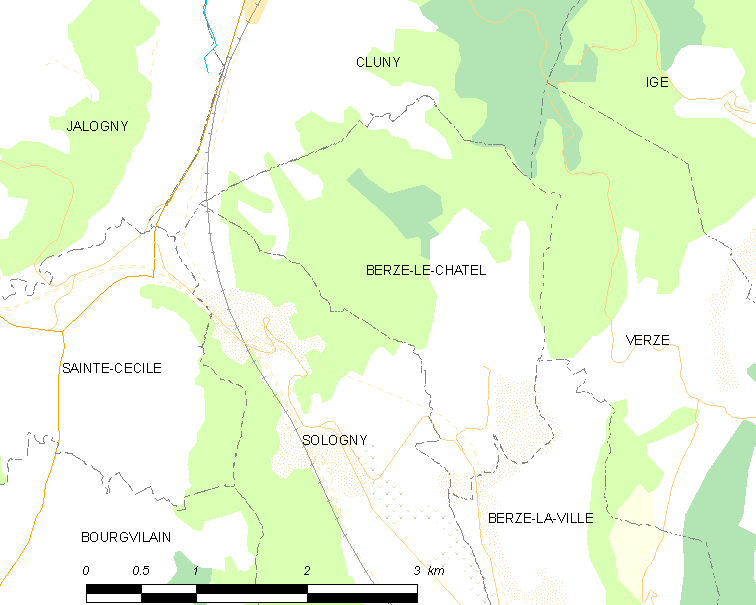
贝尔泽勒沙泰勒的OSM定位图

贝尔泽勒沙泰勒的时区为UTC+01:00、UTC+02:00（夏令时）。

## 行政
贝尔泽勒沙泰勒的邮政编码为71960，INSEE市镇编码为71031。

## 政治
贝尔泽勒沙泰勒所属的省级选区为克吕尼县。

## 人口

1962-2008年间贝尔泽勒沙泰勒人口变化图示

贝尔泽勒沙泰勒于2022年1月1日时的人口数量为56人。